# Лајонс (Орегон)
Лајонс (енгл. Lyons) град је у америчкој савезној држави Орегон.

## Демографија
По попису из 2010. године број становника је 1.161, што је 153 (15,2%) становника више него 2000. године.
| Група             | 2000.       | 2010.         |
| Белци             | 933 (92,6%) | 1.036 (89,2%) |
| Афроамериканци    | 0 (0,0%)    | 5 (0,4%)      |
| Азијати           | 2 (0,2%)    | 13 (1,1%)     |
| Хиспаноамериканци | 17 (1,7%)   | 52 (4,5%)     |
| Укупно            | 1.008       | 1.161         |